# Масейо
Масейо̀ (на португалски: Maceió) е град - община в Бразилия, столица на щата Алагоас от 1839 г. Население от 936 314 жители (2009). Разположен между лагуна и Атлантическия океан, пристанищен град.

## Икономика
Развито производство на захар и силно развитие на туристическа индустрия.

## Транспорт
В града има летище.

## Образование
Има федерален университет.

## Личности
Родени
- Пепе (р. 1983), португалски футболист